# Connector Car-audio

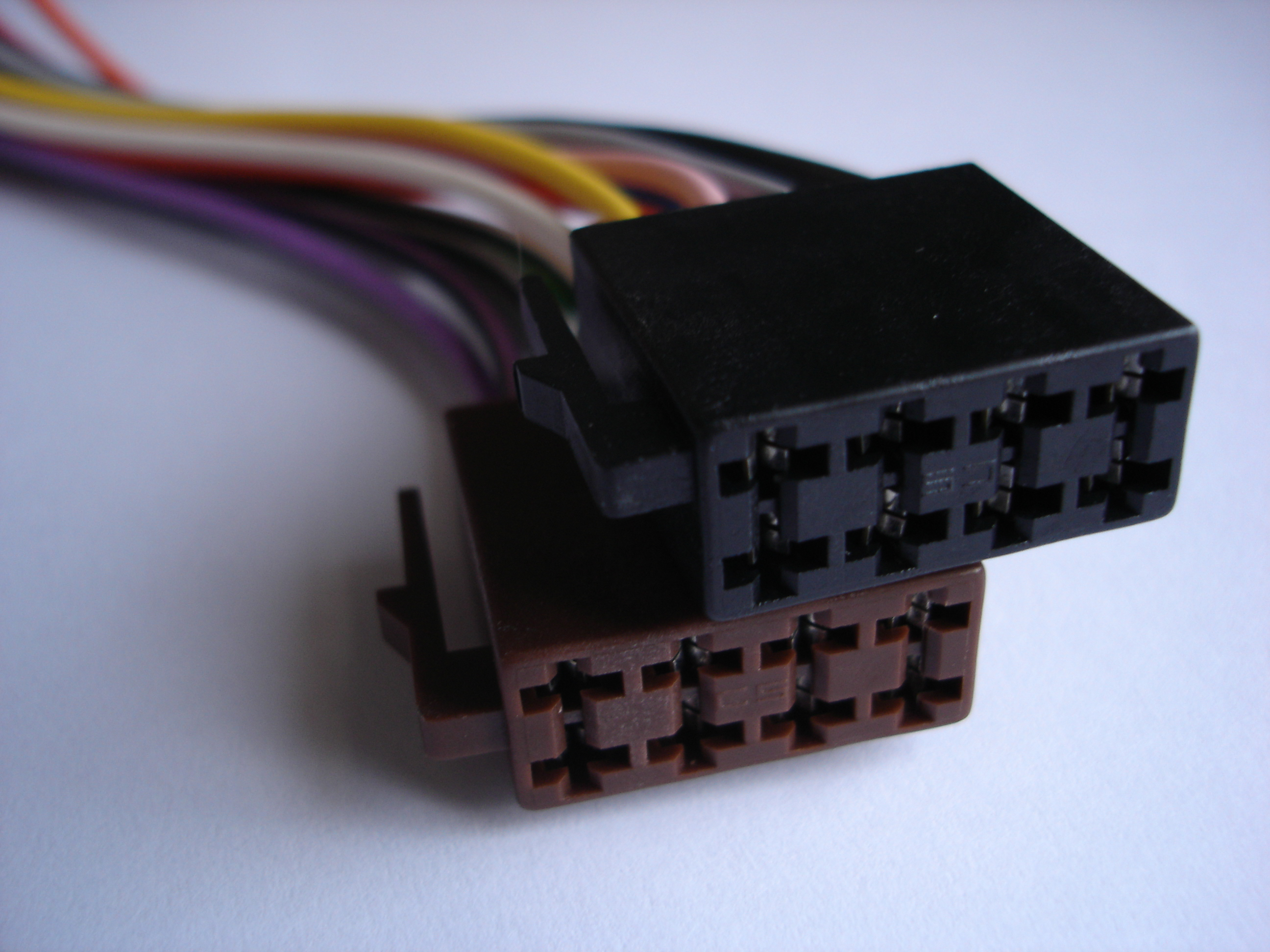
Connector automobilístic ISO 10487, per a unitat de capçalera.

En el món l'automòbil, el connector Car-audio, és el que s'utilitza per a la connexió dels aparells de ràdio (alimentació,amplificador, antena, altaveus,etc..). S'utilitzen diversos tipus i molts d'ells estan estandarditzats.

## Entroncament de cables
Els cables d'entroncament utilitzats en l'àudio de l'automòbil són principalment per a alimentació, terra, amplificador i antena, altaveus, telèfon i altres.

### Alimentació i terra
- ACC (vermell), subministra +12 V de Alimentació a l'àudio de l'automòbil i altres accessoris, només quan l'automòbil està encès .
- Constant (groc), també cridat Bateria, proporciona energia permanent de +12 V de la bateria.
- Il·luminació (taronja amb franja blanca) o atenuador, quan és de nit i les llums de l'automòbil estan enceses, s'atenua la il·luminació de la pantalla de la unitat de capçalera.
- Ground o terra, abreujat com GND (negre), -12V, generalment connectat al xassís i cos metàl·lics del vehicle .

### Altaveus
Els cables d'un sol color són del positiu i aquells d'un color amb franja negra són per a Alimentació negativa:
- Altaveu frontal dret: gris .
- Altaveu frontal esquerre: blanc .
- Darrere dret: morat .
- Darrere esquerre: verd .

### Amplificador i antena
Són de baix consum i s'activen quan s'encén la ràdio.
- Antena: blau.
- Encès del control remot de l'amplificador: blau amb franja blanca.

### Telèfon i altres
- Telèfon: el cable per silenciar quan es rep una trucada, és marró .
- Marxa enrere, taronja amb franja blanca, funciona quan la llum de marxa enrere està encesa i s'usa per encendre la pantalla de la càmera posterior del vehicle (és a dir, quan s'estaciona).

- Controls del volant, SWC o comandament, marró amb franja negra, generalment empra bus CA.

## Arnés adaptador ISO 10487
ISO 10487 defineix un estàndard de connexió de la unitat de capçalera al sistema elèctric del cotxe, que consta d'un sistema de quatre connectors, diferents als típicament utilitzats en l'àudio d'automòbil.

Patillaje del Connector ISO 10487 (costat de tap de mascle, alambrado costat de femella)

### Parts
Part 1 de l'estàndard està dedicat a "Dimensions i Part i" requisits generals 2 a "requisits de Rendiment".

### Alimentació (A)
El primer connector A aquesta sempre present, normalment és de color negre, i conté pins per a subministrament d'alimentació, fora/damunt (normalment controlat per la clau d'encesa), un control opcional per a una antena motoritzada i tan damunt.
- En alguns cotxes el pin +12V Ignició i accessoris de Bateria estan invertits: Volkswagen cotxes de Grup, Peugeot 106, Vauxhall Astra, Citroën C3 (fets al Regne Unit).
- Pin 1 és opcional; utilitzat per pujar el control de volum depenent de la navegació.
- Pin 2 és opcional; utilitzat per emmudir per trucada telefònica
- Pin 3 és opcional; utilitzat per invertir senyal de llum en ràdios Becker amb navegació.
- Pin 6 és opcional; utilitzat per a la il·luminació d'instruments del vehicle

### Altaveus (B)
El segon connector B és per connectar quatre Altaveus, frontal, darrere, esquerre i dreta, i és normalment en color marró .

### Miscel·lanis (C)
El connector C és opcional. De vegades, apareix tan un connector de 20 potes, sovint vermell en color, o pugui ser dividit a tres connectors separats quins poden ser hooked junts, en quin cas C1 és normalment groc, C2 és normalment verd quin C3 és normalment blau en color. El contacte que espaia és més estret que els altres connectors, així que el C connector és de vegades referit a tan mini-ISO.
| 1) línia fora d'esquerre darrere  | 1) línia fora d'esquerre darrere  | 4) línia fora de frontal esquerre | 4) línia fora de frontal esquerre |
| 3) línia fora de terra comuna     | 3) línia fora de terra comuna     | 6) +12V canviat (fos)             | 6) +12V canviat (fos)             |
| 2) línia fora de correcte darrere | 2) línia fora de correcte darrere | 5) línia fora de frontal correcte | 5) línia fora de frontal correcte |

| 7) rep dada        | 7) rep dada        | 10) +12V canviat (fos)     | 10) +12V canviat (fos)     |
| 9) terra de xassís | 9) terra de xassís | 12) terra de control remot | 12) terra de control remot |
| 8) transmet dada   | 8) transmet dada   | 11) control remot en       | 11) control remot en       |

| 13) dada en (bús)        | 13) dada en (bús)        | 16) +12v canviat (fos) | 16) +12v canviat (fos) | 19) l'àudio va deixar | 19) l'àudio va deixar |
| 15) +12v permanent (fos) | 15) +12v permanent (fos) | 18) terra d'àudio      | 18) terra d'àudio      |                       |                       |
| 14) dada fora            | 14) dada fora            | 17) terra de dada      | 17) terra de dada      | 20) dret d'àudio      | 20) dret d'àudio      |

Nota: ISO 10487 només defineix els atributs físics dels connectors, no els assenyalaments/de senyal de l'agulla, els quals són fabricant -va definir.
L'exempr damunt està orientat cap a VW vehicles només.

### Navegació (D)
El connector D és per a sistemes de navegació del satèl·lit. Té 10 potes.

## Quadlock
A partir de l'any 2000, fabricants, com BMW, Citroen, Ford, Mercedes Benz, Peugeot, Volkswagen, Audi, Opel o Škoda van començar a utilitzar un connector de 40 pins, anomenat Quadlock (o Fakra, segons el fabricant). El Quadlock és un connector que consta d'un bloc de 16 pins plans anàlegs als dos de la norma ISO 10487. Mentre els pins físics són iguals, l'assignació dels mateixos no és equivalent apart que el connector no és compatible. A més a més dels 16 pins, ISO 10487, hi ha connectors menors per a un equipament opcional dins del marc del connector principal que no poden ser intercanviats. El connector menor B té 12 pins per a senyals de reproducció de l'àudio, mentre que el connector menor C té, també, 12 pins per a diverses fonts d'àudio com els reproductors de CD o MP3, etc.
| 1) darrere dreta +    | 5) darrere dreta -    | 9) I-bus (BMW) / Canbus+            | 13) antena (sortida) |
| 2) frontal dreta +    | 6) frontal dreta -    | 10) telèfon / (Senyal de Velocitat) | 14) il·luminació     |
| 3) frontal esquerra + | 7) frontal esquerra - | 11) telèfon / Canbus-               | 15) 12V bateria      |
| 4) darrere esquerra + | 8) darrere esquerra - | 12) terra                           | 16) 12V commutats    |